# (11140) Yakedake
(11140) Yakedake (1997 AP1) – planetoida z grupy pasa głównego asteroid okrążająca Słońce w ciągu 5,36 lat w średniej odległości 3,06 j.a. Odkryta 2 stycznia 1997 roku.